# Декстер (консул 263 г.)
Вижте пояснителната страница за други личности с името Декстер.
Егнаций Декстер Максим (на латински: Egnatius Dexter Maximus; * ок. 230; † сл. 263 г.) е политик и сенатор на Римската империя през 3 век.
Произлиза от фамилията Егнации, клон Декстер. Син е на Квинт Егнаций Галиен Перпету (* 210) и на Тарония (* 210), дъщеря на Квинт Тароний (* ок. 185). Прадядо му Егнаций Прокул е чичо на Егнация Мариниана, която е втората съпруга на римския император Валериан I и майка на император Галиен и Валериан Младши.
По времето на братовчеда му император Галиен Декстер e консул през 263 г. заедно с Марк Нумий Сенецио Албин.
Има дъщеря Декстра (* 250 г.), която се омъжва за Марк Мумий Албин и има дъщеря Нумия Албина Декстра (* 265), която е първата съпруга на Гай Цейоний Руфий Волузиан (суфектконсул 290 г., градски префект).